# Johann Christoph Köcher

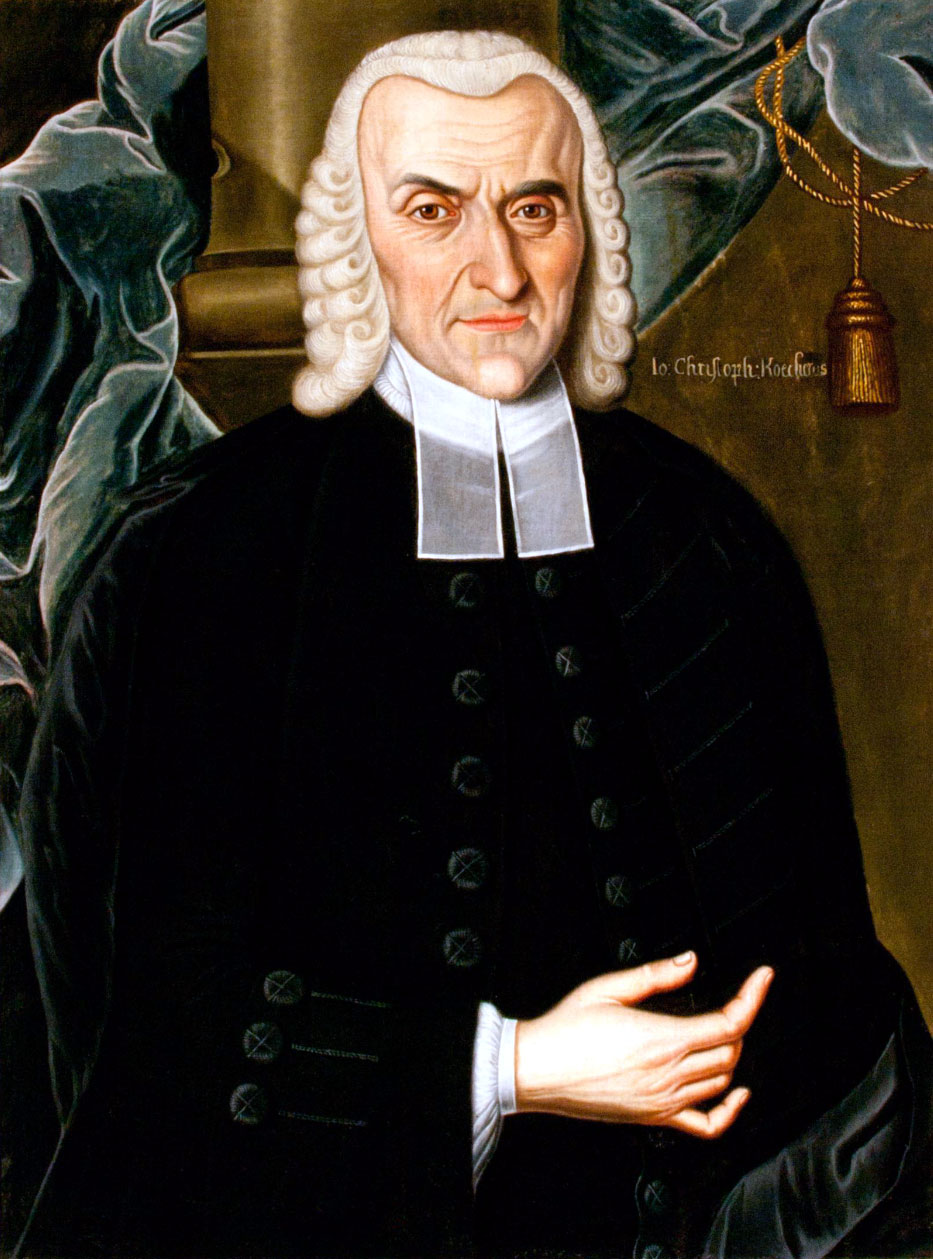
Johann Christoph Köcher

Johann Christoph Köcher (* 23. April 1699 in Lobenstein; † 21. September 1772 in Jena) war ein deutscher lutherischer Geistlicher und Theologe.

## Leben
Johann Christoph Köcher war Sohn des Diakons Joseph Heinrich Köcher in Lobenstein. Er besuchte die Schule in Gera und studierte ab 1716 an der Universität Jena, wo er bei dem Theologen Michael Förtsch (1654–1724) wohnte, Theologie. Nach einer Studienunterbrechung wurde 1722 in Jena zum Magister promoviert und hielt fortan Vorlesungen an der Universität Jena. 1729 wurde er zum Rektor des Ratsgymnasiums in Osnabrück berufen. 1737 wurde er bei Inauguration der Universität Göttingen zum Dr. theol. promoviert. 1742 wurde Köcher Superintendent der Schulen und Kirchen in Braunschweig und Mitglied des dortigen Konsistoriums. 1751 erhielt er den Ruf an die theologische Fakultät der Universität Jena und war mehrfach Rektor der Universität. Köcher wurde 1771 Kirchenrat in Weimar. Er ist Verfasser zahlreicher Schriften.

## Schriften (Auswahl)
- Zufällige Gedancken Von Academien Bey Auffrichtung einer neuen Academie Zu Göttingen. Jena 1734 (Digitalisat und Volltext im Deutschen Textarchiv).
- Dissertatio Inauguralis De Bonis Angelis Doctorum Theologicae Titulo Vere Ac Falso Ornatis. Litteris Hagerianis, Göttingen 1737, OCLC 756271447.
- Dissertat. Inavgvral. Theologicam Qvae Arborem Cognitionis Boni Et Mali Cvm Arbore Vitae Collatam Sistit. Schill, Jena 1755, OCLC 634697663.